# Cachorro-quente de Coney Island
O Cachorro-quente de Coney Island, Coney dog ou simplesmente Coney é uma salsicha wiener em um pão coberta com um molho de carne e, às vezes, outros ingredientes. É similar ao chili dog [en] e frequentemente oferecido como parte do menu de pratos clássicos americanos em diners e em restaurantes Coney Island [en]. Foi inventado por imigrantes da Grécia e da região da Macedônia nos Estados Unidos no início do século XX.

## Origem
"Praticamente todas":233 as variações de Coney foram desenvolvidas, aparentemente de forma independente, por imigrantes no início dos anos 1900, muitos fugindo das Guerras dos Balcãs, que entraram nos EUA pela Ilha Ellis em Nova Iorque. Histórias familiares sobre o desenvolvimento do prato frequentemente incluíam anedotas sobre visitas a Coney Island. A origem do estilo é um tanto obscura: houve desenvolvimentos paralelos em Nova Iorque, Michigan, Ohio e em outras partes dos Estados Unidos.
O primeiro nome europeu documentado para a ilha é o nome holandês Conyne Eylandt ou Conynge Eylandt. Isso seria aproximadamente equivalente a Konijn Eiland na grafia holandesa moderna, significando "ilha dos coelhos". O nome foi anglicizado para Coney Island após os ingleses assumirem a colônia em 1664, coney sendo a palavra correspondente em inglês. A fama do hot dog posteriormente se espalhou dessa parte do Brooklyn, Nova Iorque, onde Nathan Handwerker [en], um imigrante judeu polonês, foi um dos primeiros empresários a vendê-los em sua barraca em Coney Island. Seu negócio mais tarde se tornou "Nathan's", uma marca icônica que permanece popular tanto como uma rede de fast-food quanto como um produto de mercearia. O nome alternativo para um hot dog — "Coney" — provavelmente derivou da publicidade regional e nacional positiva que Nathan's começou a gerar.

## Variedades regionais e locais

### Indiana

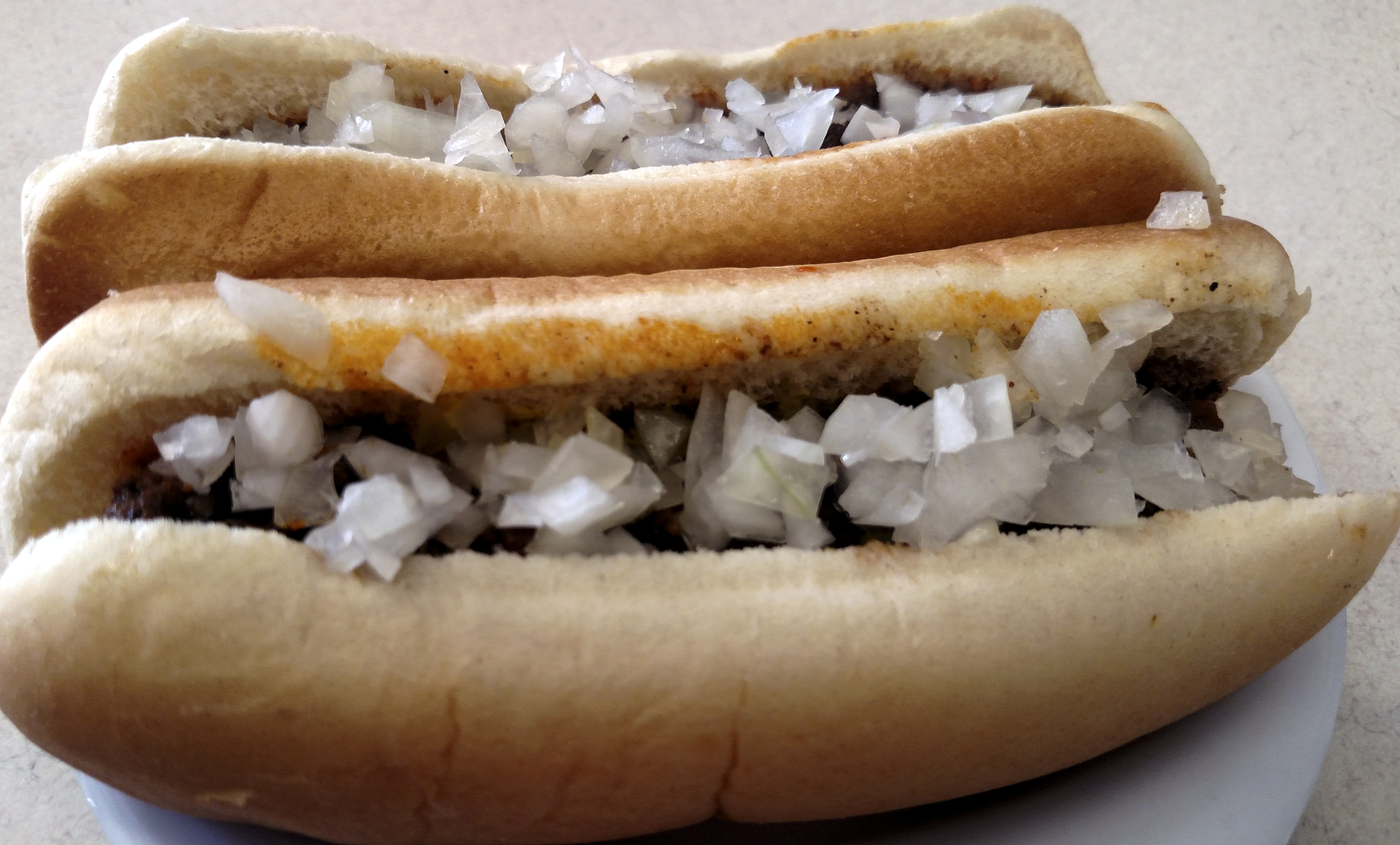
Cachorros-quentes de Coney Island no Ft. Wayne's Famous Coney Island Wiener Stand

O Ft. Wayne's Famous Coney Island Wiener Stand foi inaugurado em 1914(p234) por Harry Dorikis, James Samaras e Stilos Papas, três imigrantes da Grécia. Vasil Eshcoff [en], outro imigrante, comprou uma participação de um dos proprietários originais em 1916. Os descendentes de Eshcoff operaram o restaurante até 2014, quando o atual proprietário, James "Jimmy" Todoran II, comprou 50% do negócio. O Coney em Fort Wayne é descrito como um hot dog pequeno, gorduroso e rosa, com um molho "doce apimentado" em um pão macio.:234–235 No entanto, o molho de coney à base de carne moída no Ft. Wayne's Famous Coney Island Wiener Stand tem o sabor e a consistência de uma salsicha de porco salgada levemente apimentada. O pequeno hot dog é grelhado em uma chapa, colocado em um pão cozido no vapor, coberto com mostarda amarela, algumas colheres de chá do molho de chili e, finalmente, cebola branca picada.(235)

### Michigan
Jane e Michael Stern [en], escrevendo em 500 Things to Eat Before it's Too Late (500 coisas para comer antes de ser tarde demais), observam que "há apenas um lugar para começar a identificar os melhores Coneys, e esse lugar é Detroit. Em nenhum outro lugar a paixão por eles é mais intensa.":233 James Schmidt, em um debate no National Fair Food Summit de 2018, observou que "Detroit é sinônimo de Coney Dog: você simplesmente não pode ter um sem o outro.":233
Os restaurantes de chili dog mais influentes em Michigan são o American Coney Island e o Lafayette Coney Island, localizados lado a lado no centro de Detroit. O restaurante American Coney Island foi fundado entre 1914 e 1917 pelo imigrante grego Constantine "Gust" Keros. Gust trouxe seu irmão da Grécia e o ajudou a abrir o restaurante Lafayette Coney Island ao lado. Há uma rivalidade acirrada entre os dois restaurantes.
O Coney desenvolvido em Michigan é uma salsicha wiener europeia de carne bovina ou bovina e suína com invólucro natural, coberta com um molho à base de coração de boi, uma ou duas listras de mostarda amarela e cebolas picadas ou cortadas. Essa variedade é um item fixo em Flint, Detroit, Jackson, Kalamazoo e no sudeste de Michigan [en]. O estilo originou-se no início do século XX, com reivindicações concorrentes do American e Lafayette Coneys (1917) em Detroit, e do Todoroff's Original Coney Island (1914) em Jackson. O Coney operado continuamente por mais tempo (no mesmo local) está em Kalamazoo (1915).

#### Estilo Detroit

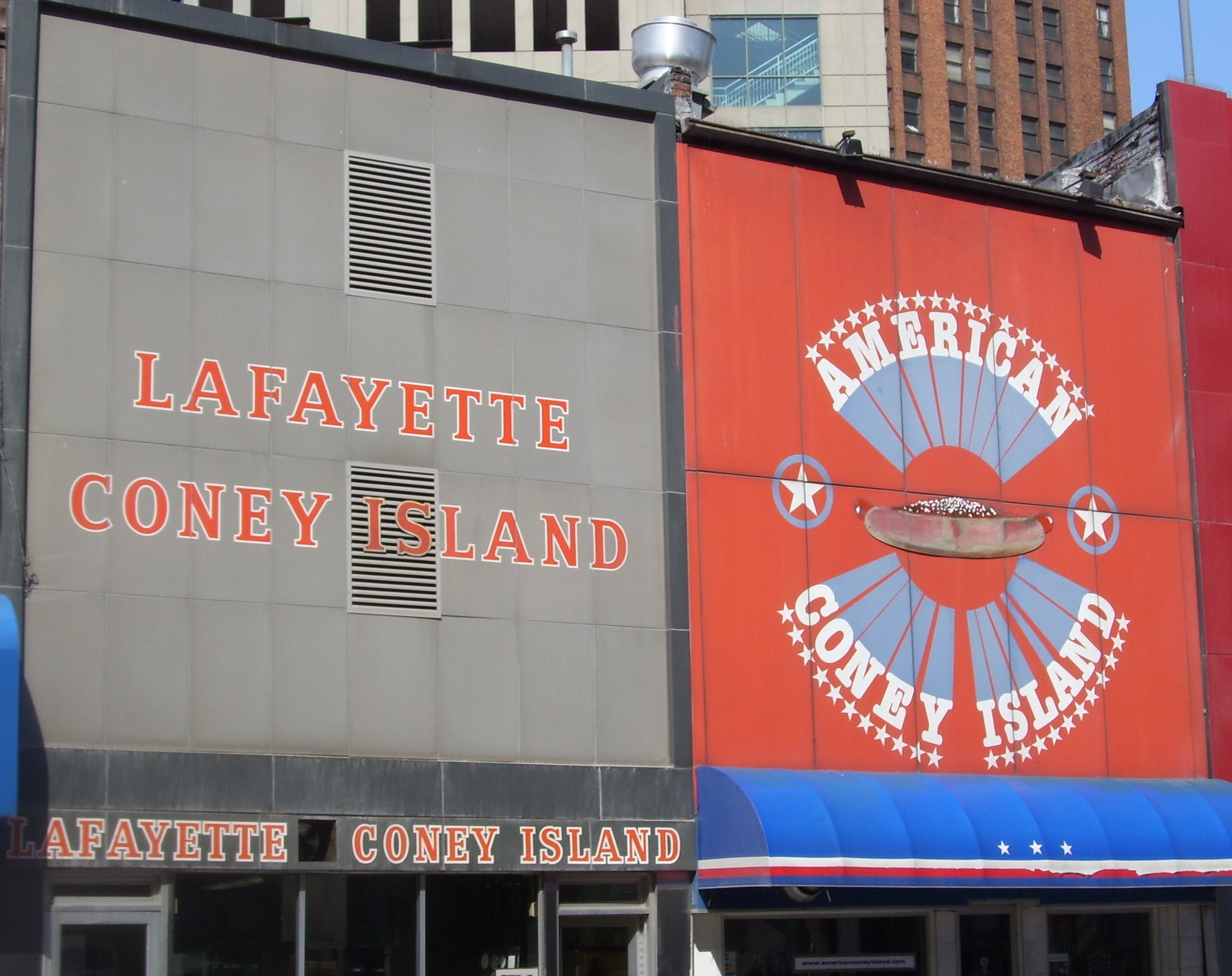
Restaurantes Coney concorrentes em Detroit. O American Coney Island (direita) foi fundado pelo imigrante grego Constantine "Gust" Keros. Gust trouxe seu irmão da Grécia e o ajudou a abrir o Lafayette Coney Island (esquerda) ao lado.

Em Detroit, historicamente, muitos imigrantes gregos e macedônios operavam Coneys, ou restaurantes servindo Coney dogs de Detroit. Em 1975, muitos albaneses também começaram a operá-los. Os gregos estabeleceram o Onassis Coney Island, que fechou. Imigrantes gregos fundaram as cadeias Kerby's Koney Island, Leo's Coney Island e National Coney Island [en] durante os anos 1960 e início dos 1970. Todas as três cadeias vendem alguns itens de comida grega com Coney dogs. O molho estilo Detroit é um chili sem feijão, diferindo dos chili dogs apenas pela ausência de feijão. A National tem a maioria de seus restaurantes no lado leste da cidade, e Kerby's e Leo's têm a maior parte de seus restaurantes no lado oeste da área de Detroit.

#### Estilo Flint

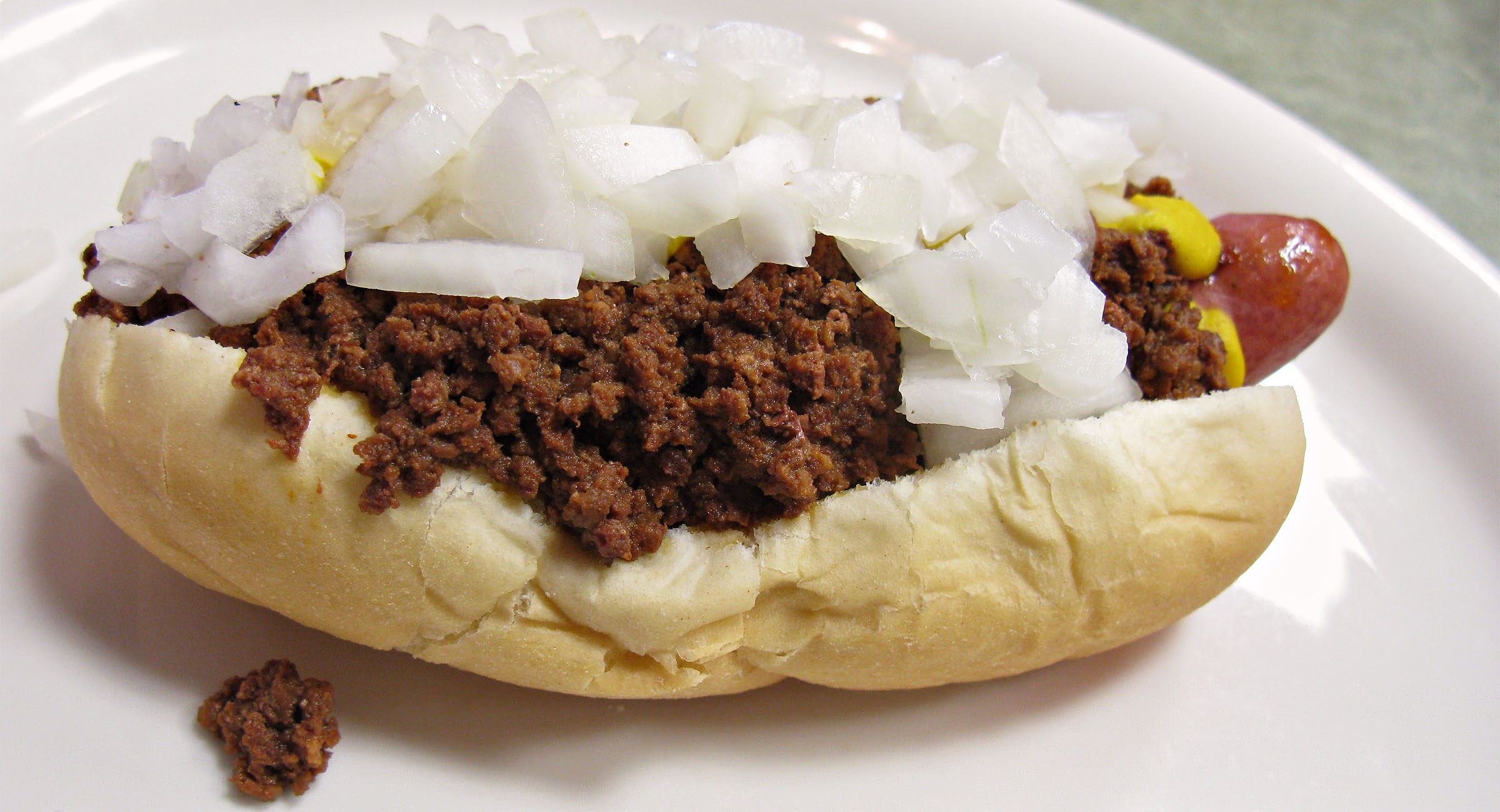
Um coney estilo Flint (com molho de coney seco) no Rio's Coney Island em Flint

O estilo Flint é caracterizado por um recheiro seco de hot dog feito com uma base de coração de boi moído, que é moído até a consistência de carne bovina finamente moída. Alguns afirmam que, para ser um "autêntico" coney de Flint, o hot dog deve ser um Koegel coney [en] e o molho do Angelo's, que abriu em 1949. No entanto, o molho foi originalmente desenvolvido por um macedônio em 1924, Simion P. (Sam) Brayan, para seu restaurante Flint's Original Coney Island. Brayan foi quem contratou a Koegel Meat Company para fazer o coney que ainda produzem hoje, também contratando a Abbott's Meat [en] para fornecer a base de molho de coração de boi finamente moído. A Abbott's ainda disponibiliza a base de molho de Brayan de 1924 para restaurantes e o público através da Koegel Meat Company [en] e Abbott's Meats. Os restaurantes então adicionam cebolas picadas salteadas em sebo de boi, junto com sua própria mistura de especiarias e outros ingredientes, à base de molho da Abbott's para fazer seu molho.

O folclore popular perpetua uma lenda de que uma receita de molho de coney de Flint contendo carne moída e hot dogs moídos é a receita "original" do coney de Flint. Variações dessa história incluem que um parente do narrador conhecia ou trabalhava com o ex-proprietário do Flint's Original e recebeu a receita deles, ou que a esposa do proprietário do Flint's Original permitiu a publicação da receita no Flint Journal após sua morte. Ron Krueger, escritor de alimentos de longa data do Flint Journal, incluiu-a em uma coleção de receitas do jornal, mas sem uma fonte citada, ao contrário do resto das receitas da coleção. Quando questionado sobre isso, Krueger respondeu: 
"Essa receita apareceu no Journal várias vezes ao longo dos anos. [Eu não] acho que já a vi no contexto de uma história ou vi alguma atribuição. Ela sempre incluía a palavra 'original' no título, mas qualquer um que sabe algo, sabe que não é assim."
Quanto à segunda história, de que a esposa de Brayan permitiu a publicação da receita, Velicia Brayan morreu em 1976, enquanto Simion Brayan viveu até os 100 anos e morreu em 1990. A fonte real dessa receita parece ser uma editora de alimentos anterior do Flint Journal, Joy Gallagher, que incluiu a receita em sua coluna de 23 de maio de 1978. Nessa coluna, ela afirmou ter incluído a receita em uma coluna ainda anterior. Sua fonte aparente foi "uma mulher que disse ser esposa de um chef do Coney Island original e que copiou a receita de seu livro de receitas pessoal." Gallagher afirmou "Eu acredito nela". No entanto, Gallagher também escreveu, "Não estou fazendo nenhuma afirmação". Na mesma coluna, ela também incluiu uma segunda receita que usava coração de boi, que, segundo ela, "veio recentemente de um leitor que jura que é o molho servido no Angelo's." O folclore misturou as fontes supostas das duas receitas nesta coluna de Gallagher, com pessoas afirmando que a receita de hot dog moído é supostamente do Angelo's. Em sua coluna publicada no Flint Journal em 18 de abril de 1995, o editor de alimentos Ron Krueger relatou ter levado a receita de hot dog moído de Gallagher diretamente a Tom V. Branoff, co-proprietário do Angelo's, que refutou a receita linha por linha. A coluna de Gallagher anterior a 1978 ainda está sendo pesquisada.

#### Estilo Jackson
O estilo Jackson usa um recheio de carne bovina moída ou coração de boi moído, cebolas e especiarias. Este molho de carne é aplicado sobre um hot dog em um pão cozido no vapor e, em seguida, coberto com cebolas picadas ou cortadas e uma listra de mostarda. O estilo Jackson adotou tarde o uso de coração de boi no molho, usando carne bovina moída antes de converter para coração de boi moído no início dos anos 1940.

#### Estilo Kalamazoo
O Coney Island Kalamazoo foi fundado em 1915 e é o Coney operado continuamente por mais tempo no estado. Seu coney é feito com um recheio de sua própria receita servido em um Koegel's [en] Skinless Frankfurter. A Koegel's não foi fundada até 1916, e não se sabe qual hot dog o Coney Island Kalamazoo usava antes do desenvolvimento do Skinless Frankfurter.

#### Fornecedores
Os seguintes frigoríficos fornecem Coney dogs e salsichas europeias estilo Viena (Frankfurter Würstel) para restaurantes e consumidores em Michigan:
- Dearborn Sausage Co., principal fornecedor em Detroit
- Koegel Meat Company [en], principal fornecedor na área de Flint[28]

Muitos restaurantes Coney Island fazem seus próprios molhos do zero. No entanto, os diferentes estilos de molhos também estão disponíveis nos seguintes frigoríficos:
- Abbott's Meat [en]: estilo Flint feito com coração de boi moído
- National Chili Co., principal fornecedor na área metropolitana de Detroit[28]
- Detroit Chili Company (propriedade do American Coney Island): estilo Detroit[29]

### Minnesota

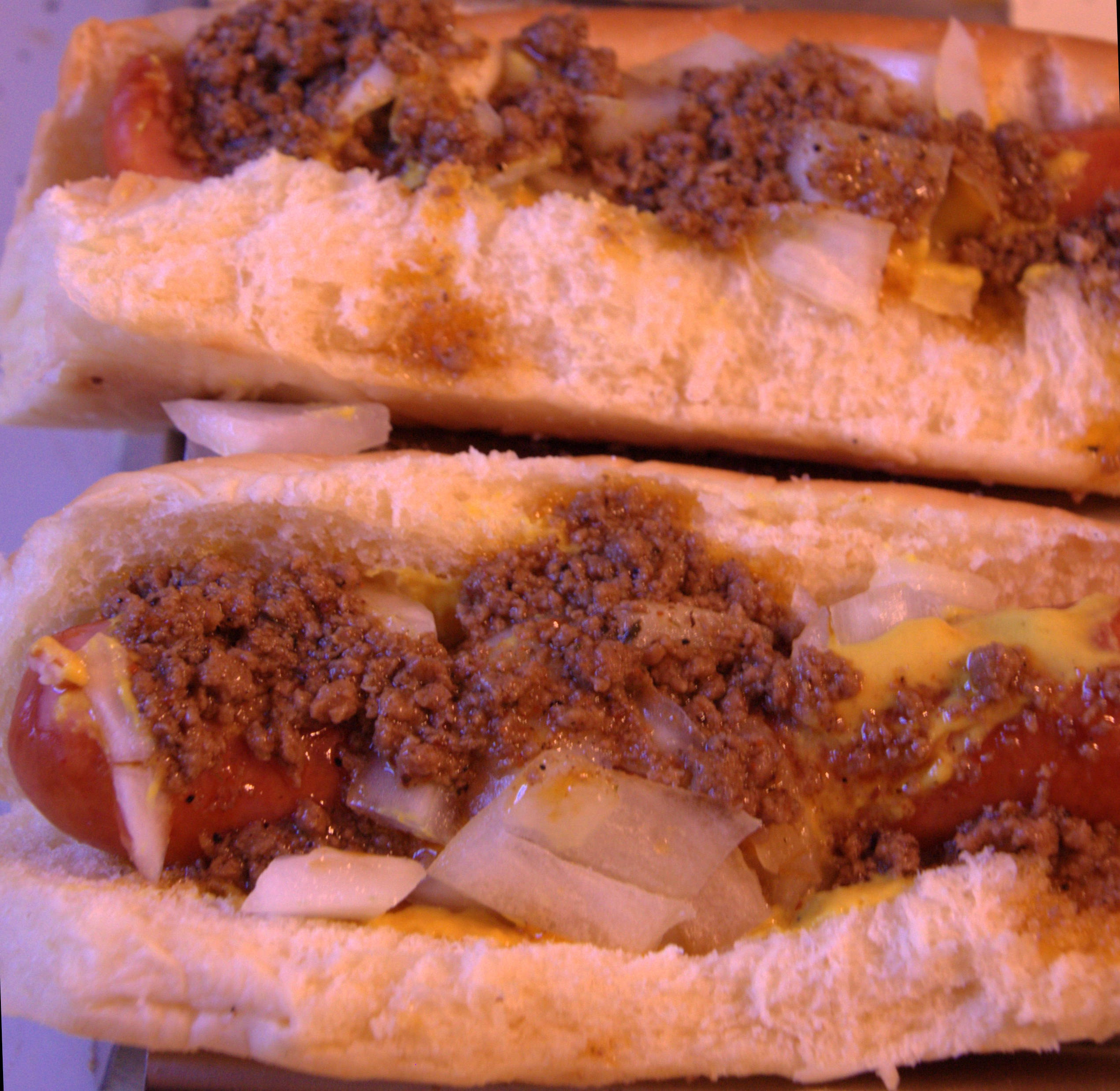
Hot dogs do Original Coney Island Restaurant and Bar em St. Paul, Minnesota

O imigrante grego Gus Saites abriu seu Original Coney Island em Duluth em 1921. O hot dog usado é o Vienna Beef [en] de Chicago, coberto com o molho de coney do restaurante, com opções de mostarda, cebola e, por uma pequena taxa, queijo. A localização na Superior Street também oferece pimentas esportivas como topping. A decoração inclui uma cópia de seu menu de 1959 mostrando que os coney custavam 25 centavos cada.
O Original Coney Island Restaurant and Bar (Restaurante e bar Coney Island), operado pela família Arvanitis desde 1923 em um antigo arsenal da Guerra Civil Americana, é o negócio mais antigo ainda em operação em St. Paul, embora agora esteja aberto apenas em ocasiões especiais.

### Ohio

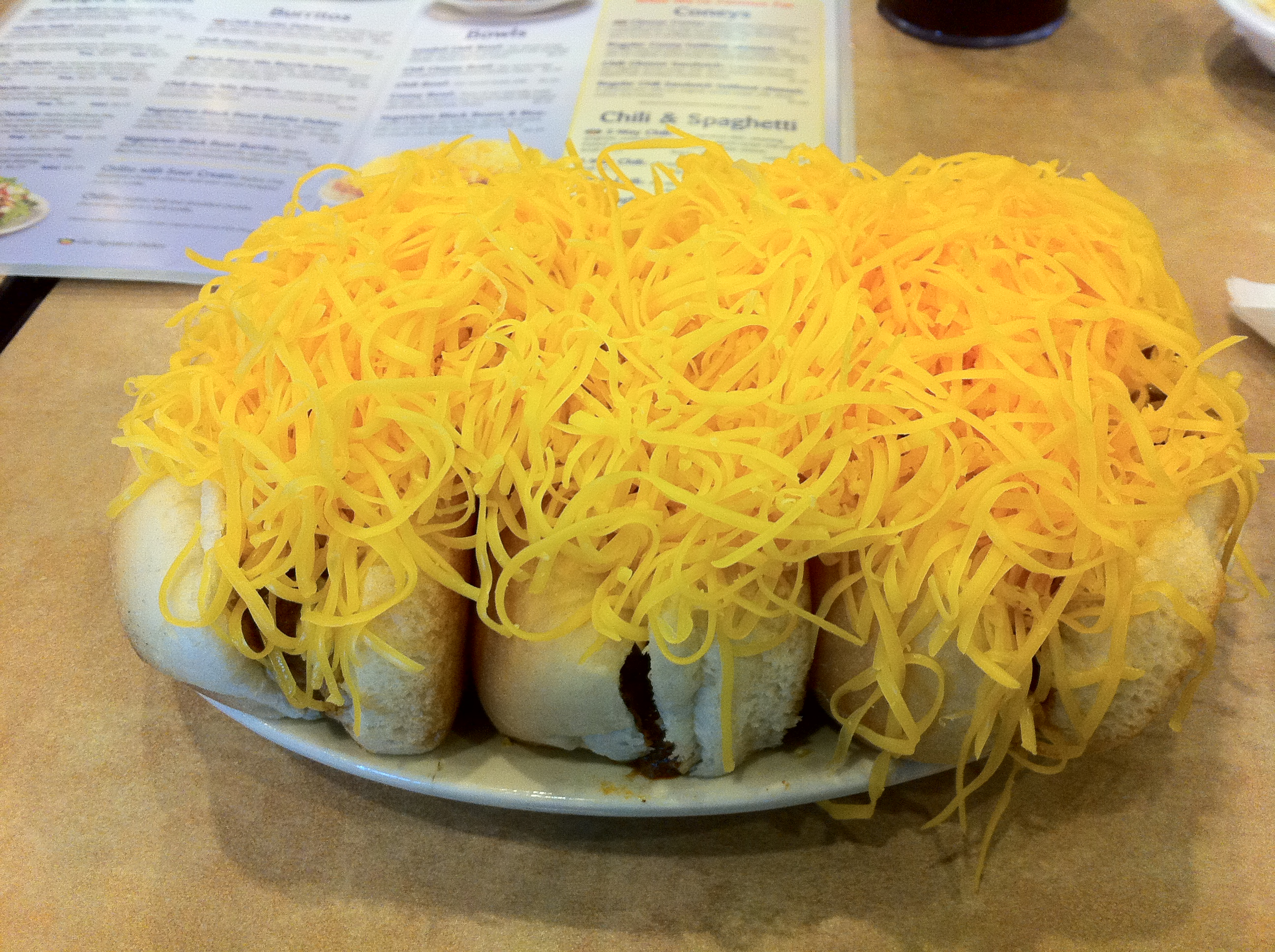
Cheese coneys de Cincinnati

Em Cincinnati, um coney é um hot dog coberto com Cincinnati chili, geralmente com mostarda e cebolas picadas. Um "cheese coney" adiciona uma cobertura final de queijo cheddar ralado. O prato foi desenvolvido pelos imigrantes Tom e John Kiradjieff [en], fundadores do Empress Chili, em 1922. O recheio de coney também é usado como cobertura para espaguete, um prato chamado "two-way" ou chili espaguete. Desde 2013 havia mais de 250 "chili parlors" em Cincinnati servindo coneys. As duas maiores cadeias hoje são Skyline Chili e Gold Star Chili [en].:10
Tony Packo's [en] serve um prato similar de salsicha de carne bovina e suína coberta com molho de chili e originalmente servida em pão de centeio. A criação ficou conhecida como "Hungarian hot dog" (cachorro quente húngaro, em tradução livre); não há tal prato na culinária húngara.

### Oklahoma
Coneys estão nos menus de restaurantes em toda Tulsa:235 e foram originalmente criados lá por imigrantes gregos. Jane e Michael Stern escrevem que "Oklahoma é especialmente rico em Coneys clássicos" e destacam o Coney I-Lander [en], escrevendo que eles "entregam perfeitamente o êxtase de comida barata que é a alma do Coney.":235 Os Coneys de Oklahoma são hot dogs pequenos em pães cozidos no vapor com um molho de chili marrom escuro picante-doce, cebolas e, opcionalmente, queijo e molho picante.:235

### Texas
James Coney Island [en] opera várias localidades na área de Houston, Texas. A empresa foi fundada em 1923 pelos irmãos imigrantes gregos James e Tom Papadakis, o primeiro dando nome à empresa.

### Thunder Bay
Em Thunder Bay, Ontário, há uma rica história de Coney Island Hot Dogs. Estabelecimentos de longa data incluem Westfort Coney Island e McKellar Confectionery (Confeitaria McKellar).

### Citações
1. 1 2 3 4 5 6 7 8  Stern, Michael; Stern, Jane (2009). 500 Things to Eat Before it's Too Late:and the Very Best Places to Eat Them. Houghton Mifflin Harcourt. ISBN 978-0-547-05907-5.
2. ↑  "History". Red Hots Coney Island. Arquivado do original em 21 de Setembro de 2016. Consultado em 4 de Setembro de 2016.
3. ↑  Hunter, Douglas (31 de agosto de 2010). Half Moon: Henry Hudson and the Voyage that Redrew the Map of the New World (em inglês). [S.l.]: Bloomsbury Publishing USA. Consultado em 4 de abril de 2025
4. ↑  Sijs van der, Nicoline (2009). Cookies, Coleslaw, and Stoops: The Influence of Dutch on the North American Languages. Amsterdam University Press. p. 51. ISBN 978-9089641243.
5. ↑  "The Atlantic World: Dutch Place Names". The Dutch in America, 1609-1664. The Library of Congress. Arquivado do original em 11 de Maio de 2016. Consultado em 10 de Maio de 2016.
6. ↑  Robert Morden, "A Map of ye English Empire in the Continent of America", 1690. Coney Island is labelled "Conney Isle". Image of Morden map at SUNY Stony Brook. Arquivado em 20 de Abril de 2006, no Wayback Machine.
7. 1 2  Duffy, Reid (2006). Reid Duffy's Guide to Indiana's Favorite Restaurants, Updated Edition, With a Recipe Sampler. Indiana University Press. p. 129. ISBN 025300053X.
8. ↑  "History page". Ft. Wayne's Famous Coney Island. Arquivado do original em 11 de Julho de 2015. Consultado em 26 de Julho de 2015.
9. ↑  Schmidt, James (2018). 2018 National Fair Food Summit. Grand Rapids, Michigan.
10. 1 2 3 4  Walsh, Robb (29 de Setembro de 2015). The Chili Cookbook: A History of the One-Pot Classic, with Cook-off Worthy Recipes from Three-Bean to Four-Alarm and Con Carne to Vegetarian. Clarkson Potter/Ten Speed. p. 274. ISBN 978-1-60774-796-3.
11. 1 2  Kraig, Bruce; Carroll, Patty (20 de Novembro de 2012). Man Bites Dog: Hot Dog Culture in America. AltaMira Press. p. 73. ISBN 978-0-7591-2074-7.
12. 1 2  Atkinson, Scott (27 de Março de 2012). "Michigan Coney Dog Project: Koegel's and sauce key to a Flint coney". Flint Journal. Arquivado do original em 3 de Abril de 2012. Consultado em 19 de Abril de 2012.
13. 1 2  Trop, Jaclyn (13 de Fevereiro de 2010). "Chicago's new import: Coney islands". Detroit News. Arquivado do original em 5 de Setembro de 2012. Consultado em 23 de Abril de 2012.
14. ↑  "American Coney Island". American Coney Island. Arquivado do original em 17 de Abril de 2016. Consultado em 14 de Maio de 2016.
15. 1 2  Liberty, John (20 d eAbril de 2012). "Kalamazoo's Coney Island Hot Dog puts historic recipe in mix for Michigan's best coney". mlive.com. Kalamazoo Gazette. Arquivado do original em 27 de Junho de 2015. Consultado em 21 de Maio de 2015.
16. ↑  Yung and Grimm p. 2 Arquivado em 09 de Julho de 2014 no Wayback Machine.
17. ↑  Yung, and Grimm p. 21 Arquivado em 09 de Julho de 2014 no Wayback Machine. Nos arredores de Detroit, em Shelby Township, mora Scott McNamara. Scott é conhecido pelos habitantes locais como “Scottdog” por causa de sua invenção do Scottdog Coney. Um simples cachorro-quente com chili caseiro.
18. 1 2  Florine, Bob; Davison, Matt; Jaeger, Sally, Two To Go: A Short History of Flint's Coney Island Restaurants, 2007, Genesee County Historical Society
19. ↑  Atkinson, Scott (22 de Março de 2012). "Flint-style coneys researched and defined in new book, "Coney Detroit"". MLive.com. Arquivado do original em 7 de Abril de 2014. Consultado em 19 de Abril de 2012.
20. ↑  "Gram's Flint Coney Island Sauce". Food.com. Arquivado do original em 18 de Fevereiro de 2015. Consultado em 25 de Janeiro de 2015.
21. ↑  "Flint Coney Island Hot Dog Sauce". Food.com. Arquivado do  original em 1 de Janeiro de 2015. Consultado em 25 de Janeiro de 2015.
22. ↑  Kreuger, Ron (2000). Scoops. The Flint Journal. p. 21. ISBN 0-9649832-4-9.
23. ↑  "FAQ". Flint Coney Resource Site. Arquivado do original em 18 de Fevereiro de 2015. Consultado em 25 de Janeiro de 2015.
24. ↑  "Angelo's Coney Island Sauce". BigOven.com. Arquivado do original em 18 de Fevereiro de 2015. Consultado em 2 de Fevereiro de 2015.
25. ↑  "Q: Where did the Flint Coney sauce recipe that includes ground hot dogs originate?". Flint Coney Resource Site. Arquivado do original em 16 de Março de 2015. Consultado em 18 de Fevereiro de 2015
26. ↑  Flory, Brad (4 de Junho de 2014). "Brad Flory column: Feeding Jackson's astonishing appetite for ground beef heart". MLive.com. Arquivado do original em 26 de Fevereiro de 2015. Consultado em 27 de Janeiro de 2015.
27. ↑  "Coney Island Kalamazoo". Coney Island Kalamazoo. Arquivado do original em 16 August 2016. Consultado em 18 de Julho de 2016.
28. 1 2  Bloch, Jim (30 de Março de 2018). "Michigan's unique, ubiquitous culinary treat: Coney Island hot dogs". The Voice. Digital First Media. Arquivado do original em 31 de Março de 2018. Consultado em 25 de Julho de 2018.
29. ↑  "American Coney Island owner sets us straight". Metro Times. Arquivado do original em 21 de Setembro de 2016. Consultado em 18 de Julho de 2016.
30. ↑  "Original Coney Island, Duluth, MN". Original Coney Island. Arquivado do original em 28 de Julho de 2019. Consultado em 24 de Novembro de 2019.
31. ↑  Melo, Frederick (9 de Novembro de 2015). "Is downtown St. Paul's Coney Island Cafe open or closed? Yes, owners say". Pioneer Press. St. Paul, Minnesota. Arquivado do original em 6 de Julho de 2018. Consultado em 5 de Julho de 2018.
32. ↑  Woltman, Nick (16 de Janeiro de 2018). "St. Paul's Coney Island to open for Crashed Ice, Super Bowl, Winter Carnival". Pioneer Press. St. Paul, Minnesota. Peter Street em um par de fachadas de lojas do século XIX, Coney Island foi inaugurada em 1923 por Nick Arvanitis.
33. ↑  Woltman, Adrian (July 9, 2015). "Best Historically Significant Bars In Minnesota". WCCO-TV. St. Paul, Minnesota. Arquivado do original em 6 de Julho de 2018. Consultado em 5 de Julho de 2018. Embora esteja aberto apenas algumas vezes por ano... a estrutura comercial mais antiga de St. Paul é imperdível.
34. ↑  Nelson, Rick (2 de Fevereiro de 2017). "St. Paul's Original Coney Island restaurant opening Saturday—for one day only". StarTribune. Minneapolis, Minnesota. Arquivado do original em 6 de Julho de 2018. Consultado em 5 de Julho de 2018.
35. ↑  "Cincinnati Chili: Pass the Tabasco". Fodor's. Arquivado do original em 29 de Maio de 29, 2015. Consultado em 2 de Maio de 2015.
36. ↑  Woellert, Dann (2013). The Authentic History of Cincinnati Chili. The History Press. ISBN 978-1-60949-992-1. Consultado em 20 de Novembro de 2015.
37. ↑  Conan, Neal (22 de Agosto de 2005). "Talk of the Nation/Cincinnati Chili". NPR. Arquivado do original em 2 de Abril de 2015. Consultado 22 de Maio de 2015.
38. ↑  Grauer, Stephanie; Miksanek, Jonathon (Janeiro de 2017). "FOOD + DRINK: The Original Tony Packo's, Toledo". Ohio Magazine. www.ohiomagazine.com. Consultado em 24 de Novembro de 2022. Quando o Tony Packo's comemorou seu 85º aniversário em 2017, Tony Packo Jr. nos recebeu para comer algo e relembrar a história do restaurante histórico de Toledo.
39. ↑  Cauthron, Matt. "One Hot Dog: How Tulsa Became a Coney Town". Arquivado do original em 4 de Março de 2016. Consultado em 26 de Julho de 2015